# Quintus Aburnius Caedicianus
Quintus Aburnius Caedicianus war ein im 1. und 2. Jahrhundert n. Chr. lebender römischer Politiker.
Durch eine Inschrift, die in Apulum gefunden wurde und die auf 106/115 datiert ist, ist nachgewiesen, dass er legatus Augusti in Dakien war. Durch Militärdiplome ist belegt, dass Caedicianus 120 oder 121 zusammen mit Gaius Bruttius Praesens Suffektkonsul war.